# Український союз промисловців і підприємців
Украї́нський сою́з промисло́вців і підприє́мців (УСПП) — всеукраїнська громадська неприбуткова організація, створена з метою захисту економічних та соціальних прав промисловців та підприємців України. УСПП був створений 15 лютого 1992 р.

## Структура та історія
УСПП є громадським неурядовим об’єднанням, куди входять організації ділових кіл країни та суб’єкти економічної діяльності усіх форм і видів – від великих вертикально інтегрованих корпорацій до малого й середнього бізнесу. Союз веде  свою історію з 15 лютого 1992 року.
В складі УСПП працюють  29 регіональних відділень, 71 філія та 22 представництва, 34 комісії з різних питань. Серед асоційованих членів  Союзу — 24 громадських організації, у тому числі союз хіміків; спілки будівельників та малих, середніх та приватизованих підприємств; асоціації міжнародних автомобільних перевізників, «Меблідеревпром», «Укроліяпром», «Укрлегпром», «Виноградарі та винороби України»; ліга нафтопромисловців; Українська аграрна конфедерація; організація «Міжнародна антитерористична єдність»; рада національних асоціацій товаровиробників тощо.

## Склад
Підприємства, які входять до складу УСПП, є гордістю країни. Це  ДП «Антонов», ВО  «Південний машинобудівний завод ім. О.М.Макарова», ПАТ «Азовмаш»,  Крюківський вагонобудівний завод, АТ «Радій», ПАТ «Завод «Лтава», компанія «РН Україна», підприємства асоціації «Укртютюн», ПрАТ «МТС», страхова компанія «Нафтогазстрах», Ічнянський молочноконсервний комбінат, Дніпровський завод мінеральних добрив, завод «РОСШИНА», Дніпровська операторська компанія, «Енком трейд Груп», підприємства «Анта Шиппінг», «КТС ГРУП», «Спецмаш»,  «Вайдіал» та інші.

## Ключові особи
У 1993–1999 роках Олексій Мірошниченко обіймав посади виконавчого директора, віцепрезидента Українського союзу промисловців і підприємців.
З 1999 р. президентом УСПП є Кінах Анатолій Кирилович.
Віцепрезидентами УСПП є такі відомі підприємці в Україні як Геннадій Боголюбов, Валентин Макаренко, Валерій Пекар, Сергій Лісковський, Валентин Запорощук, Мирослав Табахарнюк.
З грудня 2018 року віцепрезидентом УСПП є Юрій Крук.